# Torben Brylle

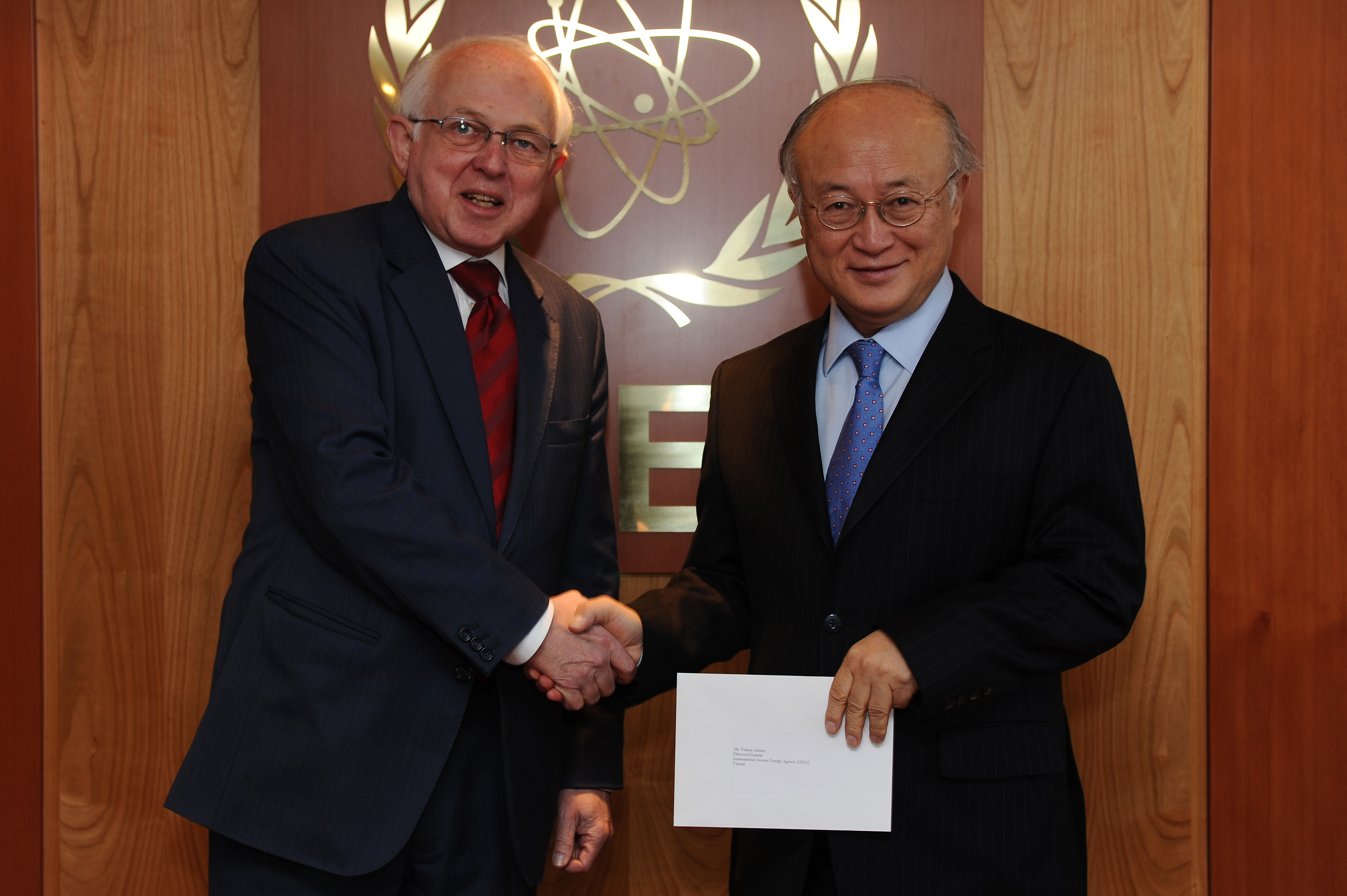
Brylle (links) im Jahr 2012

Torben Brylle (* 7. Juli 1948 in Kopenhagen) ist ein dänischer Diplomat und war von 2007 bis 2010 EU-Sonderbeauftragter für den Sudan, 2010 bis 2013 dänischer Botschafter in Österreich.
Brylle studierte Volkswirtschaft und erwarb den Master of Political Science an der Universität Kopenhagen. Er startete seine diplomatische Karriere 1978 im Außenministerium der dänischen Hauptstadt. Es folgten Stationen als Sekretär der dänischen Botschaft in Paris sowie diverse Tätigkeiten für das Außenministerium, wo er später das Ressort für Auswärtige Angelegenheiten und Entwicklungszusammenarbeit leitete.
Im Jahr 2001 wurde er Botschafter Dänemarks in der Republik Südafrika, akkreditiert in Swasiland, Lesotho, Namibia, Madagaskar und Botswana. Sechs Jahre später wurde er Botschafter in Ägypten und dort auch für den Sudan zuständig, als er am 19. April 2007 zum Sonderbeauftragten der EU im Sudan ernannt wurde. In dieser Funktion soll er einen Beitrag zur politischen Lösung des Darfur-Konflikts leisten und sicherstellen, dass die Regierung die getroffenen Vereinbarungen umsetzt, darunter die Stationierung von UN-Friedenstruppen in Darfur.